# Мараж, Курт
Курт Мараж (англ. Kurt Maraj, род. 12 апреля 1983) — сентлюсийский шоссейный велогонщик.

## Карьера
Многократный чемпион Сент-Люсии в групповой и индивидуальной гонках.
В 2007 году принял участие в чемпионате мира по шоссейному велоспорту "В".
В 2010 году принял участие в Играх Содружества, где выступил в групповой гонке.
В 2014 году принял участие в Игра Центральной Америки и Карибского бассейна.
Участник трёх чемпионатов Панамерики. В рамках Американского тура UCI стартовал на Классики Тобаго.

## Достижения
2008
 Чемпион Сент-Люсии — групповая гонка
2009
 Чемпион Сент-Люсии — групповая гонка
 Чемпион Сент-Люсии — индивидуальная гонка
2010
3-й на Чемпионат Сент-Люсии — групповая гонка
 Чемпион Сент-Люсии — индивидуальная гонка
2011
 Чемпион Сент-Люсии — групповая гонка
 Чемпион Сент-Люсии — индивидуальная гонка
2012
2-й на Чемпионат Сент-Люсии — групповая гонка
2013
 Чемпион Сент-Люсии — групповая гонка
2014
 Чемпион Сент-Люсии — групповая гонка

## Семья
Имеет брата-близнеца Кирка, также шоссейного велогонщика.